# Florent Manaudou
Florent Manaudou (Villeurbanne, 12 novembre 1990) è un nuotatore francese. È il fratello della celebre nuotatrice francese Laure Manaudou, anch'ella vincitrice di medaglia d'oro alle olimpiadi: sono i primi due fratelli vincitori di una medaglia olimpica nel nuoto.
Ha praticato anche la pallamano.

## Carriera
Specializzato nelle gare a stile libero e a delfino, nonostante sia arrivato a Londra 2012 solo col decimo tempo dell'anno nei 50 stile libero, nella finale ha sorpreso tutti vincendo col tempo di 21"34, piazzandosi davanti al favorito César Cielo e a Cullen Jones e diventando il primo francese a vincere questa gara alle olimpiadi.

## Palmarès
- Giochi olimpici

Londra 2012: oro nei 50m sl.
Rio de Janeiro 2016: argento nei 50m sl e nella 4x100m sl.
Tokyo 2020: argento nei 50m sl.
Parigi 2024: bronzo nei 50m sl e nella 4x100m misti.
- Mondiali

Barcellona 2013: oro nella 4x100m sl
Kazan 2015: oro nei 50m sl, nei 50m farfalla e nella 4x100m sl.
- Mondiali in vasca corta

Istanbul 2012: argento nei 50m sl, bronzo nei 50m rana.
Doha 2014: oro nei 50m sl, nei 50m dorso e nella 4x100m sl, argento nei 100m sl e nella 4x50m misti, bronzo nella 4x100m misti.
Melbourne 2022: oro nella 4x50m sl mista.
- Europei

Berlino 2014: oro nei 50m farfalla, nei 50m sl, nei 100m sl e nella 4x100m sl.
Londra 2016: oro nei 50m sl e nella 4x100m sl, argento nella 4x100m misti.
- Europei in vasca corta:

Chartres 2012: oro nei 50m sl, nella 4x50m sl, nella 4x50m sl mista, nella 4x50m misti e nella 4x50m misti mista.
Glasgow 2019: argento nei 50m sl, bronzo nella 4x50m sl mista.
Otopeni 2023: argento nei 50m sl, argento nella 4x50m misti mista, bronzo nella 4x50m sl mista.

## Primati personali
I suoi primati personali in vasca da 50 metri sono:
- 50 m stile libero: 21"19 (2015)
- 100 m stile libero: 47"90 (2024)
- 50 m dorso: 24"77 (2015)
- 50 m delfino: 22"84 (2015)

I suoi primati personali in vasca da 25 metri sono:
- 50 m stile libero: 20"26 (2014)
- 100 m stile libero: 45"04 (2013)
- 50 m dorso: 22"22 (2014)
- 100 m dorso: 50"35 (2014)
- 50 m rana: 26"11 (2014)
- 50 m farfalla: 22"09 (2014)
- 100 m misti: 50"96 (2013)

## International Swimming League
| Stagione 2019   | Stagione 2020   | Stagione 2021   |
| --------------- | --------------- | --------------- |
| Energy Standard | Energy Standard | Energy Standard |

## Riconoscimenti
- LEN Award: 2014